# Gushi
För andra betydelser, se Gushi (olika betydelser).
Gushi, även känt som Kushih, är ett härad som lyder under Xiyangs stad på prefekturnivå i Henan-provinsen i norra Kina.